# Nepenthes smilesii
Nepenthes smilesii är en tvåhjärtbladig växtart som beskrevs av William Botting Hemsley. Nepenthes smilesii ingår i släktet Nepenthes och familjen Nepenthaceae. Inga underarter finns listade i Catalogue of Life.

## Bildgalleri

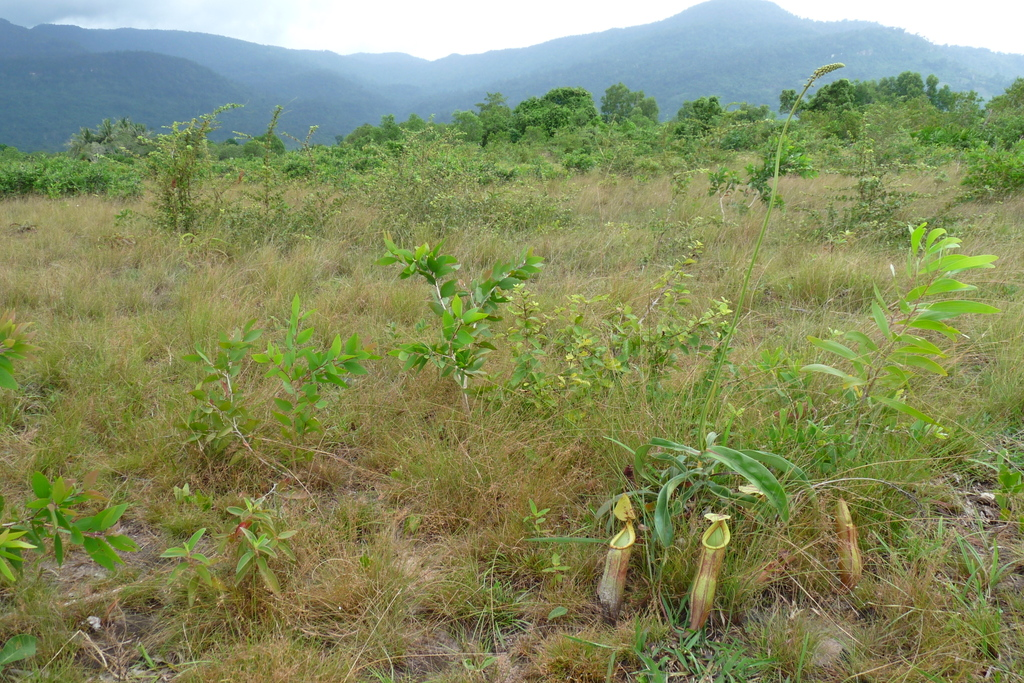
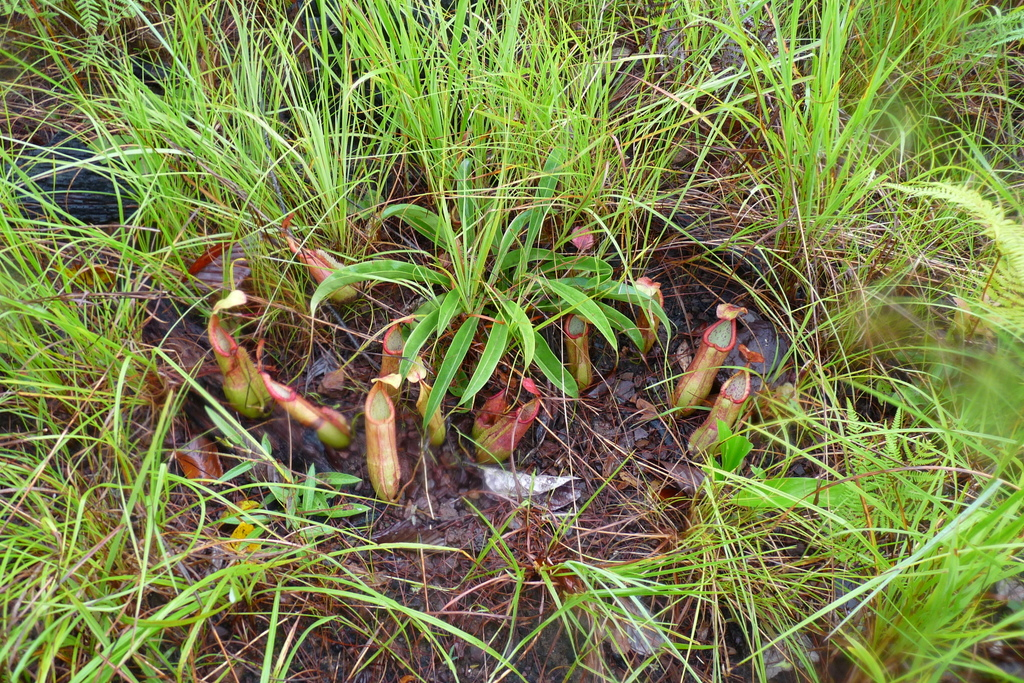
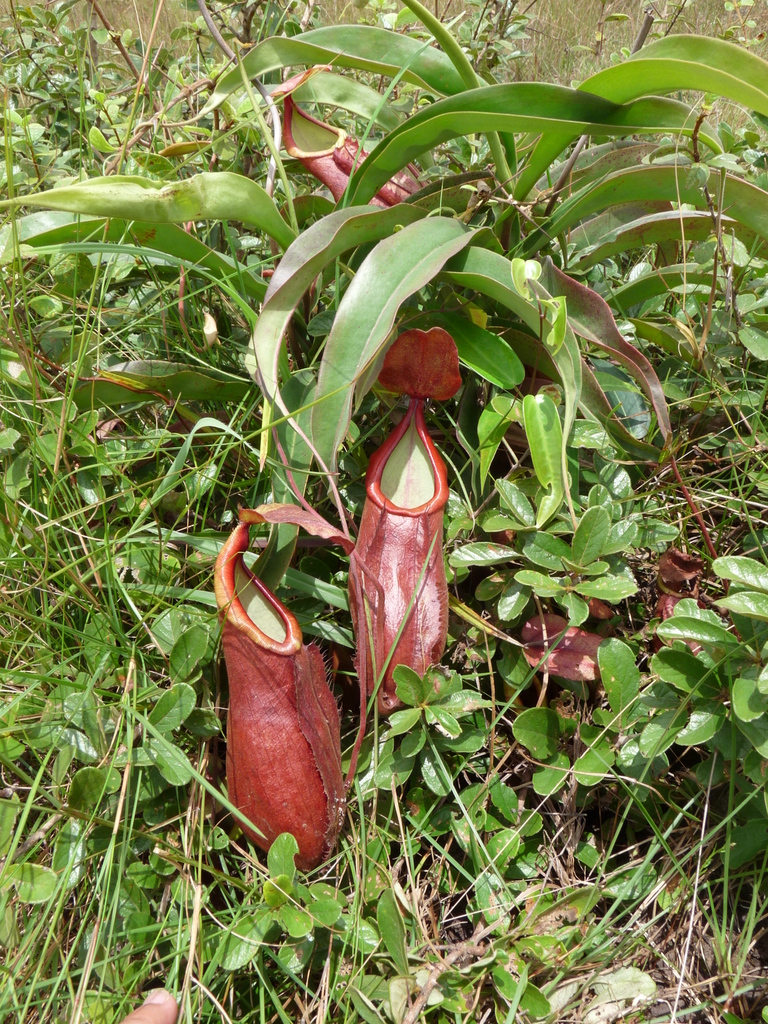
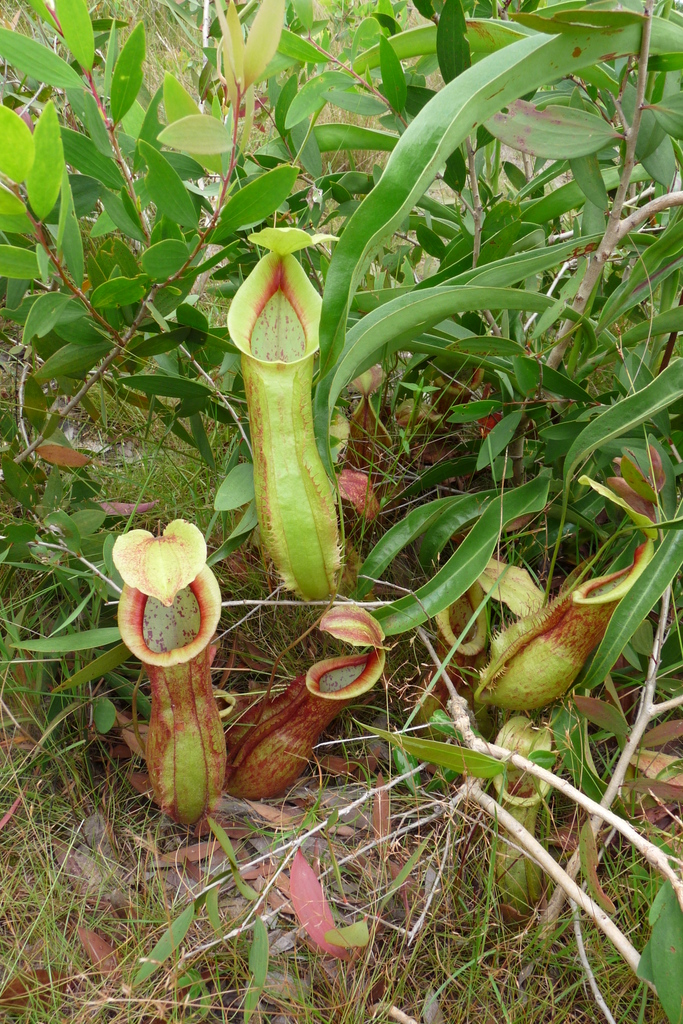
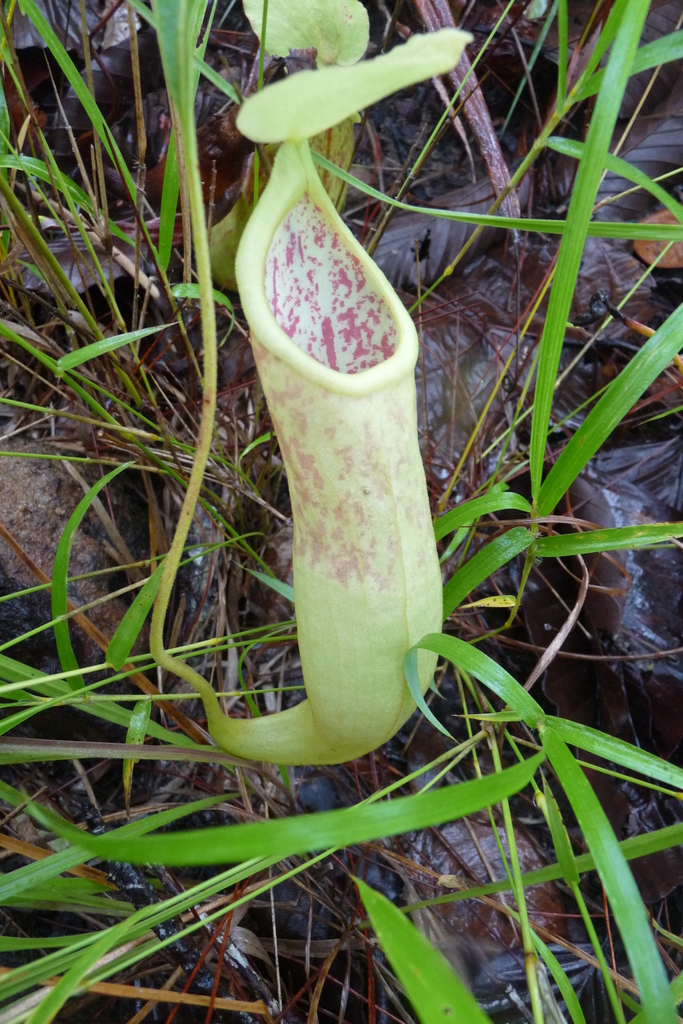
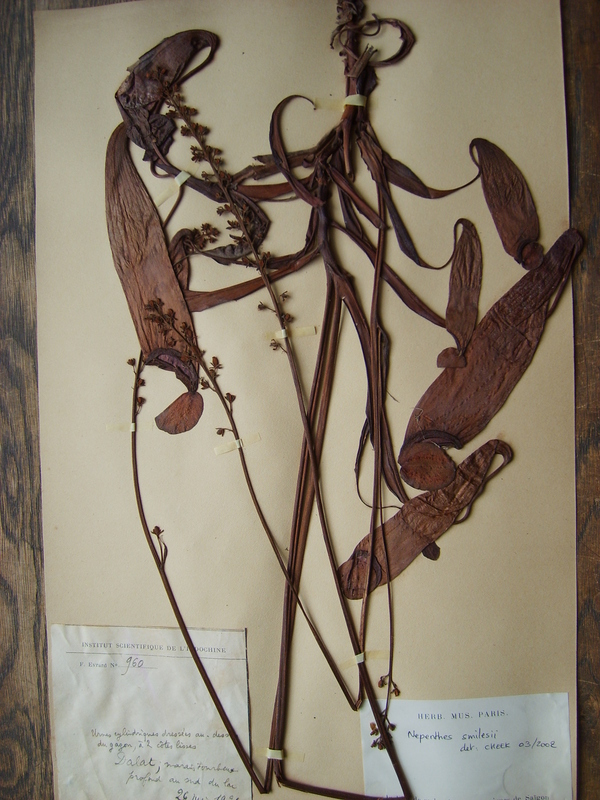